# Chandia
Chandia là một thị xã và là một nagar panchayat của quận Umaria thuộc bang Madhya Pradesh, Ấn Độ.

## Địa lý
Chandia có vị trí 23°39′B 80°42′Đ / 23,65°B 80,7°Đ Nó có độ cao trung bình là 398 mét (1305 foot).

## Nhân khẩu
Theo điều tra dân số năm 2001 của Ấn Độ, Chandia có dân số 12.806 người. Phái nam chiếm 51% tổng số dân và phái nữ chiếm 49%. Chandia có tỷ lệ 53% biết đọc biết viết, thấp hơn tỷ lệ trung bình toàn quốc là 59,5%: tỷ lệ cho phái nam là 65%, và tỷ lệ cho phái nữ là 40%. Tại Chandia, 17% dân số nhỏ hơn 6 tuổi.